# Chrysoexorista facialis
Chrysoexorista facialis är en tvåvingeart som först beskrevs av Sellers 1943.  Chrysoexorista facialis ingår i släktet Chrysoexorista och familjen parasitflugor. Inga underarter finns listade i Catalogue of Life.